# Albertslund
Albertslund is een plaats en gemeente in de Deense regio Hoofdstad (Hovedstaden) en telt 27.731 inwoners (2020). Albertslund ligt ten westen van de hoofdstad Kopenhagen en wordt ook wel beschouwd als een voorstad van Kopenhagen.
Albertslund is bij de herindeling van 2007 niet samengevoegd met andere gemeenten, maar een zelfstandige gemeente gebleven. Tot 1 januari 2007 was de gemeente ingedeeld in de provincie Kopenhagen.

## Geboren
- Jesper Håkansson (1981), voetballer
- Kathrine Larsen (1993), voetbalster
- Elena Møller-Rigas (1996), langebaanschaatser

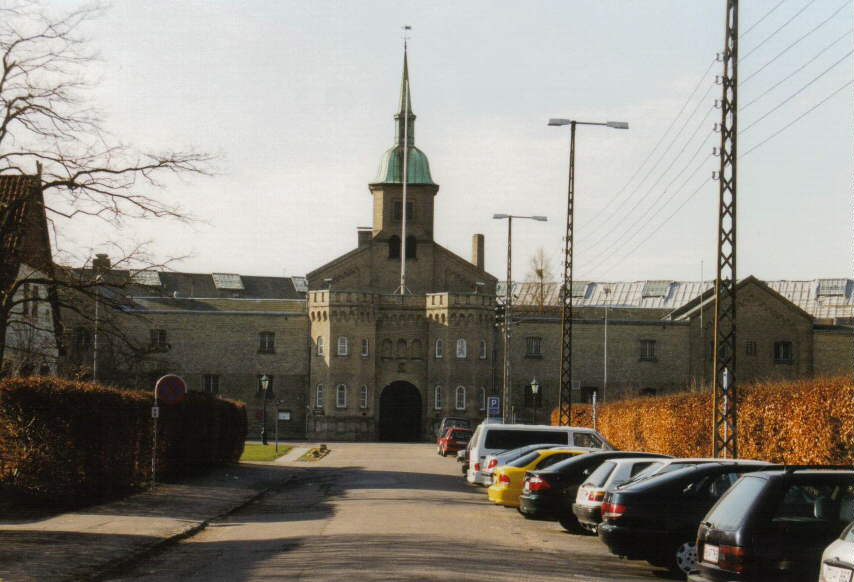
Gevangenis van Albertslund. De beroemde gevangenis waar Egon Olsen meerdere malen uit werd vrijgelaten, enkel om er weer naar terug te keren.

- Andreas Kron (1998), wielrenner

Albertslund · Allerød · Ballerup · Bornholm · Brøndby · Dragør · Egedal · Fredensborg · Frederiksberg · Frederikssund · Furesø · Gentofte · Gladsaxe · Glostrup · Gribskov · Halsnæs · Helsingør · Herlev · Hillerød · Høje-Taastrup · Hørsholm · Hvidovre · Ishøj · København · Lyngby-Taarbæk · Rødovre · Rudersdal · Tårnby · Vallensbæk
- International Standard Name Identifier: 0000 0004 0620 3490
- MusicBrainz: e757e2a3-506e-4937-8e79-dc07fff4c397